# Hexatoma (Eriocera) toi
Hexatoma (Eriocera) toi is een tweevleugelige uit de familie steltmuggen (Limoniidae). De soort komt voor in het Oriëntaals gebied.